# Samuel Edozie
Samuel Ikechukwu Edozie (Lewisham, 28 de enero de 2003) es un futbolista británico que juega en la demarcación de extremo para el Southampton F. C. de la EFL Championship.

## Trayectoria
Tras formarse en las categorías inferiores del Millwall F. C., finalmente se marchó al Manchester City. El 7 de agosto de 2021 debutó con el primer equipo en la Community Shield 2021 contra el Leicester City F. C. que finalizó con un resultado de 1-0 a favor del conjunto de Leicester tras el gol de Kelechi Iheanacho.
El 1 de septiembre de 2022 fue traspasado al Southampton F. C. Firmó por cinco años y a los dos días jugó sus primeros minutos ante el Wolverhampton Wanderers F. C. en la Premier League. En total disputó 63 partidos, en los que anotó seis goles, antes de ser cedido al R. S. C. Anderlecht en septiembre de 2024.

## Clubes
| Club                         | País       | Año       | Partidos | Goles |
| ---------------------------- | ---------- | --------- | -------- | ----- |
| Manchester City F. C.        | Inglaterra | 2021-2022 | 1        | 0     |
| Southampton F. C.            | Inglaterra | 2022-2024 | 63       | 6     |
| R. S. C. Anderlecht (cedido) | Bélgica    | 2024-2025 | 32       | 4     |
| Southampton F. C.            | Inglaterra | 2025-     |          |       |